# GTO Records
GTO Records fue un sello discográfico británico fundado en 1974 por Laurence Myers y Dick Leahy. Se concentró principalmente en la música pop y disco. Formaba parte de la Gem Toby Organisation, una compañía de producción musical formada en 1972 por la fusión del grupo Gem bajo la dirección de Laurence Myers y David Joseph's Toby. Dick Leahy, que anteriormente había dirigido Bell Records, se convirtió en el director general del sello.
El primer lanzamiento de GTO, el 4 de julio de 1974, fue el sencillo "Up in a Puff of Smoke" de Polly Brown.
Como sello discográfico independiente, GTO tuvo una serie de éxitos de 1975 a 1978, incluyendo Dana, Fox, Billy Ocean, Heatwave, The Dooleys y The Walker Brothers después de su reunión. También lanzó los discos de Donna Summer en el Reino Unido. El mayor éxito lanzado por GTO fue "I Feel Love" de Donna Summer, que alcanzó el número 1 en 1977.
En 1978, fue vendido a CBS Records después de lograr un alto nivel de éxitos. Siguió existiendo como entidad separada en el Reino Unido, mientras que en Estados Unidos los discos fueron lanzados por Columbia o Epic.
GTO se disolvió a finales de 1981 cuando su lista de artistas se eliminó o se trasladó a Epic Records, propiedad de CBS. 
El catálogo de GTO es actualmente propiedad de Sony Music.

## Sencillos éxitosos
Top 40 sencillos
- "Only You Can" – Fox (1975 - Reino Unido Nº 3)[5]
- "Imagine Me Imagine You" – Fox (1975 - Reino Unido Nº 15)
- "Play Me Like You Play Your Guitar" – Duane Eddy (1975 - Reino Unido Nº 9)[6]
- "Please Tell Him That I Said Hello" – Dana (1975 - Reino Unido Nº 8)
- "It's Gonna Be a Cold Cold Christmas" – Dana (1975 - Reino Unido Nº 4)
- "No Regrets" – The Walker Brothers (1976 - Reino Unido Nº 7)
- "S-S-S-Single Bed" – Fox (1976 - Reino Unido Nº 4)
- "Never Gonna Fall in Love Again" – Dana (1976 - Reino Unido Nº 31)
- "Fairytale" – Dana (1976 - Reino Unido Nº 13)
- "Love Really Hurts Without You" – Billy Ocean (1976 - Reino Unido Nº 2)[7]
- "L.O.D. (Love on Delivery)" – Billy Ocean (1976 - Reino Unido Nº 19)
- "Stop Me (If You've Heard it All Before)" – Billy Ocean (1976 - Reino Unido Nº 12)
- "Love to Love You Baby" – Donna Summer (1976 - Reino Unido Nº 4)
- "Winter Melody" – Donna Summer (1976 - Reino Unido Nº 27)
- "Red Light Spells Danger" – Billy Ocean (1977 - Reino Unido Nº 2)
- "I Feel Love" – Donna Summer (1977 - Reino Unido Nº 1)
- "I Remember Yesterday" – Donna Summer (1977 - Reino Unido Nº 14)
- "Love's Unkind" – Donna Summer (1977 - Reino Unido Nº 3)
- "Boogie Nights" – Heatwave (1977 - Reino Unido Nº 2)[8]
- "Too Hot to Handle" – Heatwave (1977 - Reino Unido Nº 15)
- "I Can Prove It" – Tony Etoria (1977 - Reino Unido Nº 21)
- "Think I'm Gonna Fall in Love With You" – The Dooleys (1977 - Reino Unido Nº 13)
- "Georgina Bailey"  – Noosha Fox (1977 - Reino Unido Nº 31)
- "Love of My Life" – The Dooleys (1977 - Reino Unido Nº 9)
- "Back in Love Again" – Donna Summer (1978 - Reino Unido Nº 29))
- "The Groove Line" – Heatwave (1978 - Reino Unido Nº 12)
- "Mind Blowing Decisions" – Heatwave (1978 - Reino Unido Nº 12)
- "Always and Forever" – Heatwave (1978 - Reino Unido Nº 9)
- "A Rose Has to Die" – The Dooleys (1978 - Reino Unido Nº 11)
- "From East to West" – Voyage (1978 - Reino Unido Nº 13)
- "Honey I'm Lost" – The Dooleys (1979 - Reino Unido Nº 24)
- "Let's Fly Away" – Voyage (1979 - Reino Unido Nº 38)
- "Wanted" – The Dooleys (1979 - Reino Unido Nº 3)[9]
- "The Chosen Few" – The Dooleys (1979 - Reino Unido Nº 7)
- "Love Patrol" – The Dooleys (1980 - Reino Unido Nº 29)
- "Living By Numbers" – New Musik (1980 - Reino Unido Nº 13)
- "This World of Water" – New Musik (1980 - Reino Unido Nº 31)
- "Sanctuary" – New Musik (1980 - Reino Unido Nº 31)
- "Gangsters of the Groove" – Heatwave (1981 - Reino Unido Nº 19)

## Álbumes exitosos
- Fox – Fox (1975 - Reino Unido Nº 7)
- No Regrets – The Walker Brothers (1976 - Reino Unido Nº 49)
- Love to Love You Baby – Donna Summer (1976 - Reino Unido Nº 16)
- A Love Trilogy – Donna Summer (1976 - Reino Unido Nº 41)
- Too Hot to Handle – Heatwave (1977 - Reino Unido Nº 46)
- I Remember Yesterday – Donna Summer (1977 - Reino Unido Nº 3)[10]
- Central Heating – Heatwave (1978 - Reino Unido Nº 26)
- Greatest Hits – Donna Summer (1978 - Reino Unido Nº 4)
- Voyage – Voyage (1978 - Reino Unido Nº 59)
- The Best of The Dooleys – The Dooleys (1979 - Reino Unido Nº 6)
- The Chosen Few – The Dooleys (1979 - Reino Unido Nº 56)
- Full House – The Dooleys (1980 - Reino Unido Nº 54)
- From A to B – New Musik (1980 - Reino Unido Nº 35)
- Candles – Heatwave (1981 - Reino Unido Nº 29)
- Anywhere – New Musik (1981 - Reino Unido Nº 68)